# Дабко Дабков
Дабко Петров Дабков е български архитект.

## Биография
Роден е в Трявна на 21 януари 1875 г. Когато е малък, семейството му се преселва във Варна. Следва висше образование архитектура в Мюнхен, Германия. Завръща се във Варна през 1899 г. и в периода 1905 – 1912 г. е архитект и окръжен инженер. Тези години се характеризират с усилено строителство и благоустрояване на града с площади, булеварди, улици, обществени и жилищни сгради.
В силния си творчески период след 1910 г. Дабков проектира останали емблематични до наши дни варненски сгради. Измежду тях модерният кино-театър „Ранков“, доходните здания на ул. „Княз Борис I“ № 27 и 53, хотел „Лондон“ с двустранно централно тяло, балкони, фризове, орнаменти, както и къщите на бул. „Мария-Луиза“ № 3 и 31. Архитект Дабков завършва строителството на Морската зоологическа станция с аквариум за живота в Черно море, сградата на Софийската банка на ул. „Преславска“ и Средното търговско училище – днес Икономически университет. Съвместно с архитект Стефан Венедикт Попов проектира монументалната сграда на Търговско-индустриалната камара, днес Щаб на Военноморските сили.
Арх. Дабков е участник в Балканските войни. По време на Първата световна война достига до чин капитан. Награден е с редица ордени и военни отличия.
Дабков се включва и в различни обществени инициативи: участва в ръководството на Българското инженерно-архитектурно дружество (БИАД) в София, а също е и постоянен член и председател за един мандат на Варненска техническа служба. Бил е член на Ротари клуб.
Умира на 8 април 1945 г. във Варна.

## Памет
Животът и творчеството на архитект Дабко Дабков е събрано в книга, албумно издание, което излиза от печат на 25 април 2009 г. Автор на книгата е варненецът Християн Облаков.
Улица в гр. Варна носи неговото име.
През 2016 г. пред проектирания от него хотел „Мусала“ е поставена статуя на скулптора Веселин Костадинов. Фигурата на арх. Дабков е изработена по негова фотография от 1922 г.

## За него
- Християн Облаков, Архитектът аристократ Дабко Дабков, МС Варна, 2009, 88 стр. ISBN 954-92262-4-7